# Gagrellula scabra
Gagrellula scabra is een hooiwagen uit de familie Sclerosomatidae.